# درون‌خمیدگی لگن
درون‌خمیدگی لگن یا کوکسا وارا (Coxa vara) نوعی بدشکلی است که در آن کاهش زاویه بین گردن استخوان ران و تنه استخوان وجود دارد.

## بیماریزایی
در این بیماری زاویه بین گردن استخوان ران و تنه آن کمتر از ۱۲۰ درجه می‌شود. کوکسا وارا می‌تواند به‌طور مادرزادی وجود داشته باشد یا به صورت اکتسابی ایجاد شود. کوکساوارای مادرزادی که از نوع اکتسابی آن شایعتر است در زمان تولد وجود دارد ولی علائم خود را معمولاً در زمان بچگی (پس از راه رفتن نوزاد) نشان می‌دهد.
علل اکتسابی درون‌خمیدگی لگن عبارتند از: راشیتیسم، دیسپلازی فیبرو، شکستگی گردن استخوان ران، آسیب به صفحه رشد بالای استخوان ران، بیماری پرتس، عفونت بالای استخوان ران، استئوژنز ایمپرفکتا.
چون زاویه کمتر شده‌است پا کوتاهتر شده از این‌رو، لنگش ایجاد می‌شود. درمان با جراحی است.